# Vysoká (Lešná)
Vysoká je vesnice, část obce Lešná v okrese Vsetín. Nachází se asi 1,5 km na východ od Lešné. Je zde evidováno 57 adres. Trvale zde žije 147 obyvatel.
Vysoká leží v katastrálním území Vysoká u Valašského Meziříčí o rozloze 2,19 km2. Obec leží v nadmořské výšce 293 metrů nad mořem.

## Historie
První písemná zmínka o obci pochází z roku 1351.

## Pamětihodnosti
- Krucifix při polní cestě
- Kaple sv. Fabiána a Šebestiána